# Jyske mesterskab 1943-44 (fodbold)
Det jyske mesterskab i fodbold 1943-44 var den 46. udgave af turneringen om det jyske mesterskab i fodbold for herrer organiseret af Jydsk Boldspil-Union. Turneringen blev vundet af AGF for 10. gang.
AGF besejrede Randers Freja i finalen efter omkamp.
Slutspillet om det jyske mesterskab bestod af de to finalister i JBUs Mesterrække, Thisted IK og Horsens fS, der også var forsvende mestre, samt de to bedst placerede jyske hold i Danmarksturneringen, Randers Freja og AGF.

## JBUs Mesterskabsrække
JBUs Mesterrække bestod af 18 hold inddelt i tre kredse. Kredsvinderne gik videre til semifinalerne i slutspillet om Mesterrækken.
Oprindeligt rykkede Grenaa IF, Skive IK og Haderslev FK ned, men efter turneringens afslutning suspenderede JBU nedrykningerne, for i stedet den følgende sæson at udvide rækken til 24 hold.

### Kreds 1
| Pos | Hold              | K  | V | U | T | M+ | M- | MR    | P  | Kvalifikation eller nedrykning |
| --- | ----------------- | -- | - | - | - | -- | -- | ----- | -- | ------------------------------ |
| 1   | AaB II            | 10 | 6 | 2 | 2 | 17 | 9  | 1,889 | 14 | Kvalifikation til slutspil     |
| 2   | Skovbakken IK (O) | 10 | 6 | 2 | 2 | 30 | 16 | 1,875 | 14 |                                |
| 3   | Brønderslev IF    | 10 | 4 | 3 | 3 | 11 | 8  | 1,375 | 11 |                                |
| 4   | Aalborg Freja     | 10 | 3 | 3 | 4 | 18 | 24 | 0,750 | 9  |                                |
| 5   | AGF II            | 10 | 3 | 2 | 5 | 15 | 18 | 0,833 | 8  |                                |
| 6   | Grenaa IF         | 10 | 1 | 2 | 7 | 14 | 30 | 0,467 | 4  |                                |

### Kreds 2
| Pos | Hold           | K  | V | U | T | M+ | M- | MR    | P  | Kvalifikation eller nedrykning |
| --- | -------------- | -- | - | - | - | -- | -- | ----- | -- | ------------------------------ |
| 1   | Thisted IK (O) | 10 | 6 | 2 | 2 | 26 | 19 | 1,368 | 14 | Kvalifikation til slutspil     |
| 2   | Silkeborg IF   | 10 | 5 | 2 | 3 | 32 | 19 | 1,684 | 12 |                                |
| 3   | Holstebro BK   | 10 | 3 | 3 | 4 | 13 | 13 | 1,000 | 9  |                                |
| 4   | Herning Fremad | 10 | 3 | 3 | 4 | 17 | 18 | 0,944 | 9  |                                |
| 5   | Viborg FF      | 10 | 3 | 2 | 5 | 23 | 29 | 0,793 | 8  |                                |
| 6   | Skive IK       | 10 | 3 | 2 | 5 | 13 | 26 | 0,500 | 8  |                                |

### Kreds 3
| Pos | Hold           | K  | V | U | T | M+ | M- | MR    | P  | Kvalifikation eller nedrykning |
| --- | -------------- | -- | - | - | - | -- | -- | ----- | -- | ------------------------------ |
| 1   | Horsens fS (M) | 10 | 6 | 2 | 2 | 30 | 17 | 1,765 | 14 | Kvalifikation til slutspil     |
| 2   | Kolding IF     | 10 | 7 | 0 | 3 | 25 | 13 | 1,923 | 14 |                                |
| 3   | AIA            | 10 | 6 | 0 | 4 | 32 | 25 | 1,280 | 12 |                                |
| 4   | Kolding B      | 10 | 5 | 0 | 5 | 28 | 37 | 0,757 | 10 |                                |
| 5   | Vejle B II     | 10 | 3 | 1 | 6 | 22 | 31 | 0,710 | 7  |                                |
| 6   | Haderslev FK   | 10 | 1 | 1 | 8 | 15 | 36 | 0,417 | 3  |                                |

### JBU Mesterrækken finale - slutspil
Blev afviklet som gruppespil, hvor to bedste hold kvalificerede sig til slutspil om det jyske mesterskab.
| 14. maj 1944 |

| Thisted IK                                    | 3 - 2   | Horsens fS        |
| --------------------------------------------- | ------- | ----------------- |
| Arnold Jepsen 60' · Perk 76' · Otto Riber 79' | (0 - 1) | ?? 20' · ?? 56' · |

| Herning Stadion, Herning Tilskuere: 3.000 |

| 18. maj 1944 |

| Thisted IK                                     | 3 - 0   | AaB II |
| ---------------------------------------------- | ------- | ------ |
| Henning Poulsen 20' · Arnold Jepsen 65' · Perk | (1 - 0) |        |

| Thisted Stadion, Thisted Tilskuere: 4.000 |

| 21. maj 1944 |

| Horsens fS                      | 7 - 2   | AaB II                                      |
| ------------------------------- | ------- | ------------------------------------------- |
| Laurits Andersen · Juul Eriksen | (4 - 1) | Per Christensen 38' · Felix Andreasen 55' · |

| Horsens Stadion, Horsens |

| Pos | Hold           | K | V | U | T | M+ | M- | MR    | P | Kvalifikation eller nedrykning |
| --- | -------------- | - | - | - | - | -- | -- | ----- | - | ------------------------------ |
| 1   | Thisted IK (O) | 2 | 2 | 0 | 0 | 6  | 2  | 3,000 | 4 | Kvalifikation til slutspil     |
| 2   | Horsens fS (M) | 2 | 1 | 0 | 1 | 9  | 5  | 1,800 | 2 | Kvalifikation til slutspil     |
| 3   | AaB II         | 2 | 0 | 0 | 2 | 2  | 10 | 0,200 | 0 |                                |

Vinderen af JBUs Mesterrække, Thisted IK, spillede  kvalifikation til Danmarksturneringen 1944-45.

## Slutspil

### Semifinaler
| 29. maj 1944 |

| Randers Freja                                         | 3 - 1   | Horsens fS                   |
| ----------------------------------------------------- | ------- | ---------------------------- |
| Peter Rasmussen 25' 3-0' · Niels Aage Thornsberg 2-0' | (2 - 0) | Laurits Andersen 80' strf. · |

| Aarhus Stadion, Aarhus Tilskuere: 3.000 |

| 29. maj 1944 |

| AGF                                                          | 5 - 0   | Thisted IK |
| ------------------------------------------------------------ | ------- | ---------- |
| Orla Bech 26' 65' · Thomas Madsen 55' 70' · Harry Jensen 89' | (1 - 0) |            |

| Herning Stadion, Herning Tilskuere: 3.200 |

### Finale
I den første finalekamp i Aarhus, var det meningen, at der skulle spilles 30 minutters forlænget spilletid i tilfælde af, at opgøret sluttede uafgjort. Men, da de 90 minutter var spillet uden mål, overbeviste Randers Frejas ledere JBU om, at en ny kamp skulle spilles i Randers.
| 7. juni 1944 |

| AGF | 0 - 0 | Randers Freja |
| --- | ----- | ------------- |
|     |       |               |

| Aarhus Stadion, Aarhus Tilskuere: 11.000 Dommer: Ernst Hansen |

| 14. juni 1944 19:00 |

| Randers Freja          | 1 - 3   | AGF                                                            |
| ---------------------- | ------- | -------------------------------------------------------------- |
| Svend Aage Nielsen 88' | (0 - 0) | Aage Rou Jensen 59' · Erik Saugmann 62' · Claes Pedersen 85' · |

| Randers Stadion, Randers Tilskuere: 8.500 |